# 동부작은이빨쥐
동부작은이빨쥐(Macruromys major)는 쥐과에 속하는 설치류의 일종이다. 인도네시아 서뉴기니(서파푸아)에서만 발견된다.

## 특징
꼬리 길이 314~340mm를 제외한 몸길이가 225~253mm인 대형 설치류다. 발 길이는 52.7~60mm이고 귀 길이는 13~19mm, 몸무게는 최대 350g이다. 등 쪽은 회색을 띠고 털 끝은 윤이 난다. 배 쪽은 희끄무레한 색을 띤다. 발은 길고 얇으며 짙은 갈색이다. 발가락은 희다.

## 생태
땅 위에서 주로 생활하는 육상성 동물이다. 시냇가와 강가에서 자주 발견된다. 울창한 덤불 숲에서 서식한다. 서식지 악화에도 내성을 갖는 것으로 추정된다.

## 분포 및 서식지
뉴기니섬의 센트럴 코르디예라 산백에 널리 분포한다. 홀로세 기간에 가장 번성했다. 해발 660m와 1,900m 사이의 중고도 열대 산악 지대에서 서식하지만 해발 1,200m와 1,550m 사이에 가장 많이 서식한다.